# Таріфа
Таріфа (ісп. Tarifa) — муніципалітет в Іспанії, у складі автономної спільноти Андалусія, у провінції Кадіс. Населення — 17 768 осіб (2010).
Муніципалітет розташований на відстані близько 520 км на південь від Мадрида, 85 км на південний схід від Кадіса.
На території муніципалітету розташовані такі населені пункти: (дані про населення за 2010 рік)
- Ель-Аламільйо: 0 осіб
- Ель-Альмарчаль: 170 осіб
- Бетіс: 169 осіб
- Ель-Бухео: 368 осіб
- Лас-Каеруелас: 78 осіб
- Каньяда-де-ла-Хара: 211 осіб
- Касас-де-Порро: 65 осіб
- Ла-Коста: 70 осіб
- Ель-Чапарраль: 137 осіб
- Фасінас: 1304 особи
- Ла-Еррумброса: 96 осіб
- Ель-Лентіскаль: 415 осіб
- Педро-Вальєнте: 105 осіб
- Ла-Пенья: 314 осіб
- Лас-Піньяс: 24 особи
- Ель-Пулідо: 39 осіб
- Таївілья: 430 осіб
- Таріфа: 13304 особи
- Ла-Сарсуела: 280 осіб
- Лос-Соррільйос: 11 осіб
- Атлантерра: 178 осіб

## Демографія
Динаміка населення (INE ):

## Уродженці
- Луїс Фернандес (*1959) — відомий у минулому французький футболіст, півзахисник, згодом — футбольний тренер.

## Галерея зображень

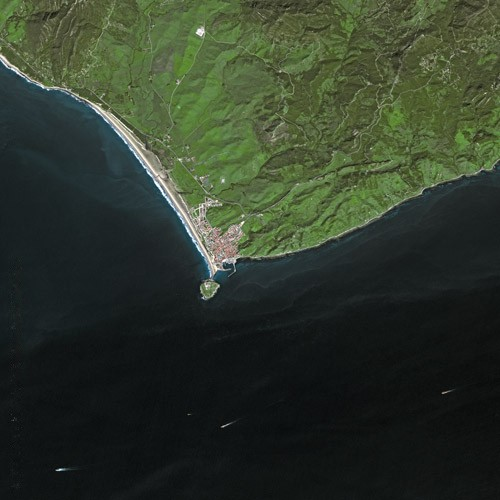
Місто Таріфа з висоти пташиного польоту
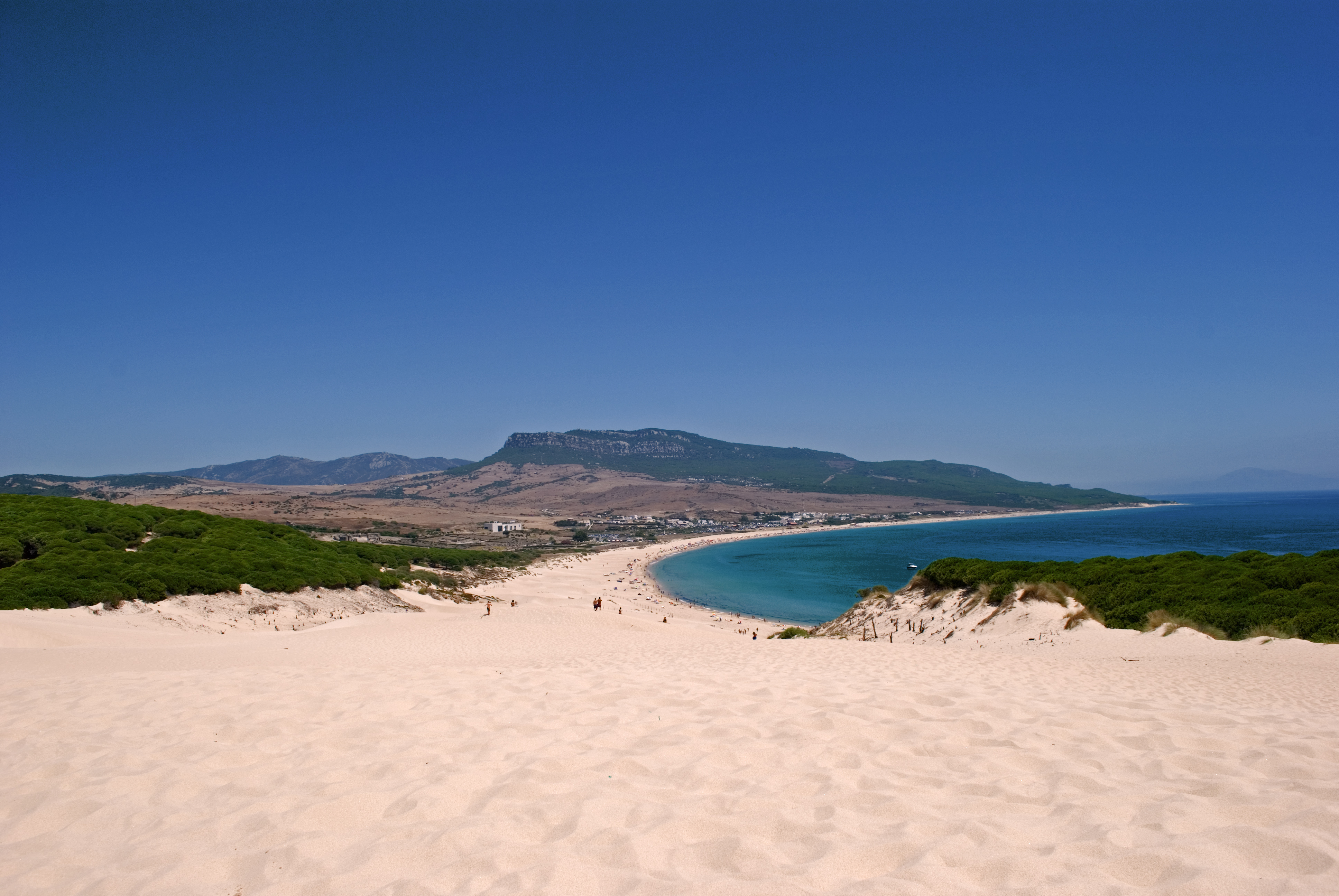
Пляж Болонія
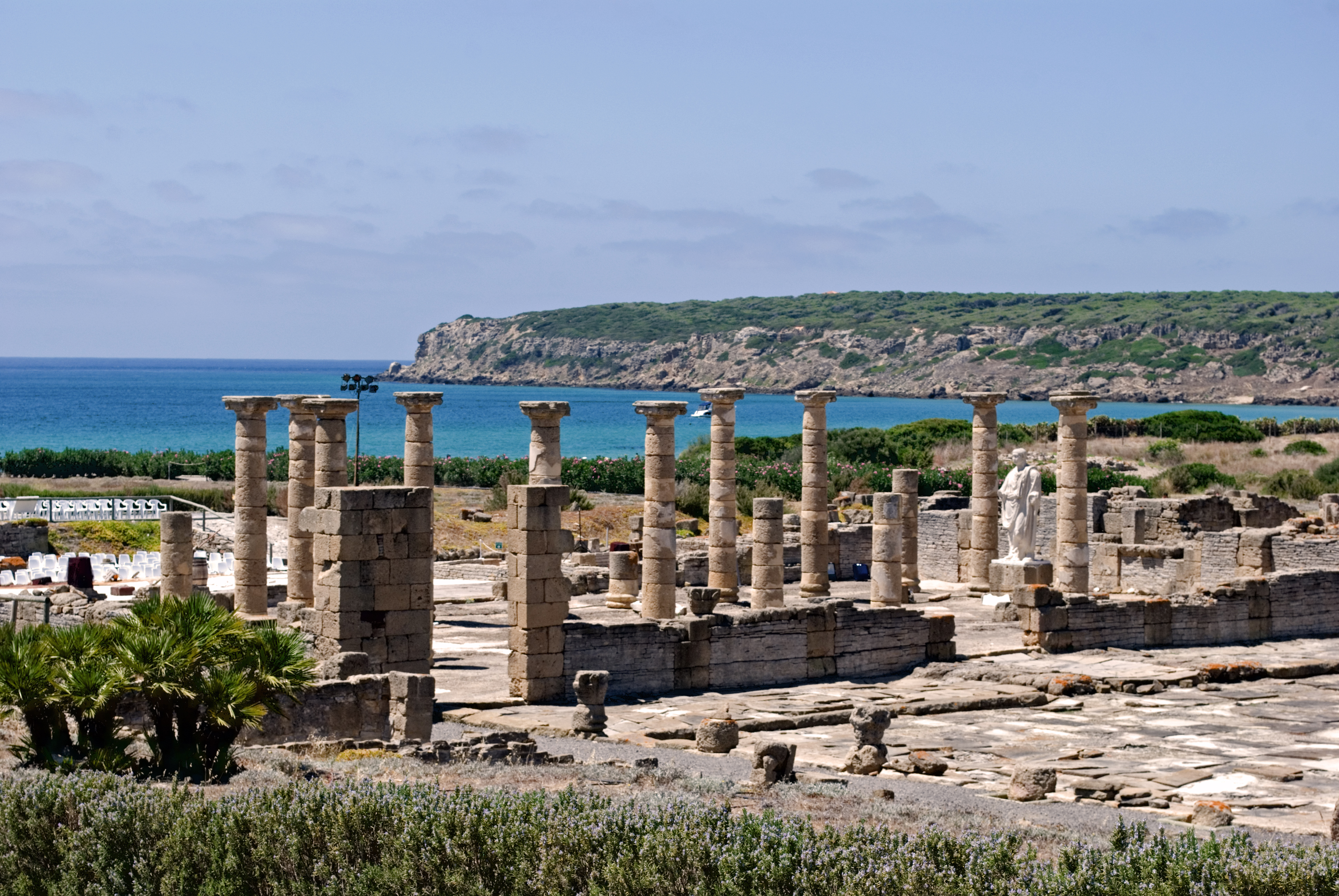
Базиліка Баело-Клаудія
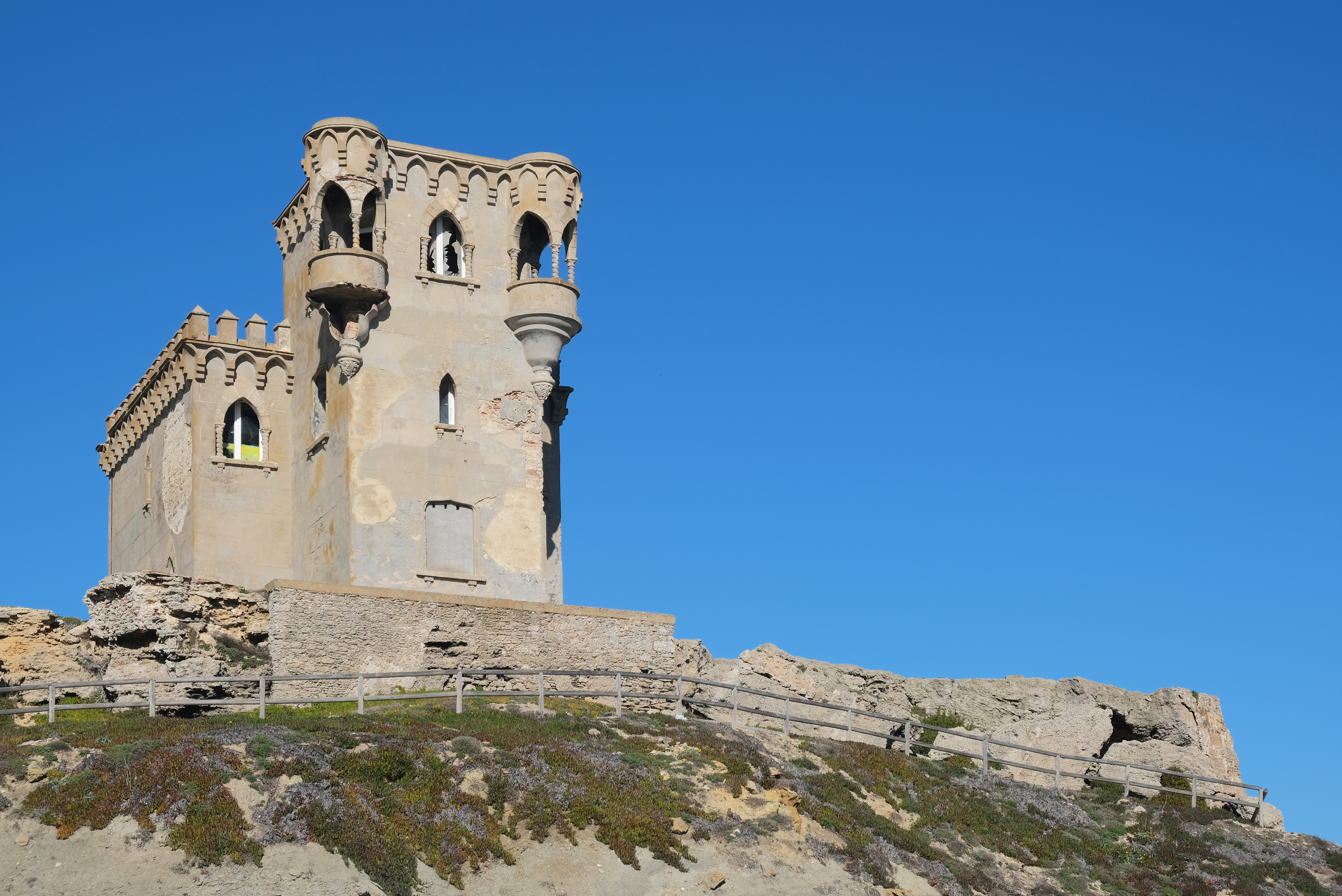
Замок Санта-Каталіна
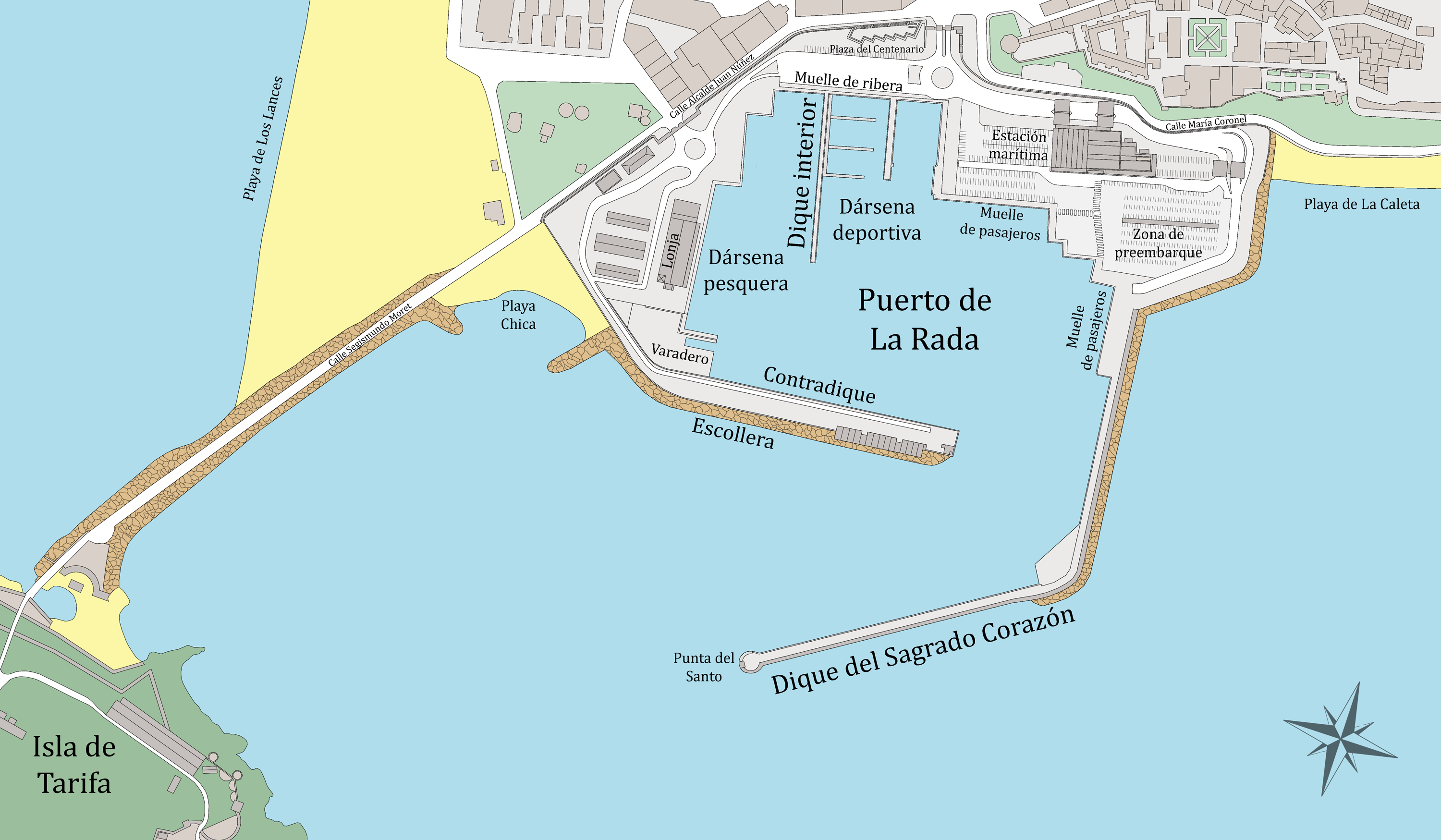
Порт міста Таріфа